# Benjamin Ingrosso
Pour les articles homonymes, voir Ingrosso.
Benjamin Ingrosso, né le 14 septembre 1997 à Danderyd, dans le comté de Stockholm, est un auteur-compositeur-interprète suédois, connu depuis son enfance pour avoir tenu des rôles principaux dans plusieurs comédies musicales en Suède. En 2014, il remporte la version suédoise de Dancing With The Stars, intitulée Let's Dance. Il participe ensuite au Melodifestivalen en 2017 et 2018. Il remporte cette dernière édition et représente donc son pays au Concours Eurovision de la chanson 2018 avec la chanson Dance You Off.

## Carrière
Il se fait connaître du grand public en 2006, lorsqu'il remporte le Lilla Melodifestivalen, avec la chanson Hej Sofia, et participe par conséquent au concours de chansons pour enfants MGP Nordic 2006, à Stockholm, où il se place quatrième.
En 2007, il sort le single Jag är en astronaut, que son oncle Linus Wahlgren avait déjà enregistré et sorti en 1985. Sa version va jusqu'à la deuxième place dans les charts de singles suédois. Il participe la même année à Allsång på Skansen avec sa mère Pernilla Wahlgren.
Entre 2008 et 2011, il joue dans diverses comédies musicales. Il participe donc en 2014 à Let's Dance, adaptation suédoise de Dancing With the Stars, avec la danseuse professionnelle Sigrid Bernson (en) (qui participera d'ailleurs au Melodifestivalen 2018, dans la même demi-finale que lui). 
Ils remporteront la finale de l'émission. 
La même année, son single Fall In Love sort et se place dans les charts suédois.

### Melodifestivalen et Eurovision 2018
En 2017, il participe à l'édition 2017 du Melodifestivalen avec la chanson Good Lovin'. 
De la deuxième demi-finale, il se qualifie directement pour la finale, où il terminera cinquième  avec 87 points,. 
Il participera à nouveau en 2018, avec la chanson Dance You Off. 
Il se qualifiera de la première demi-finale directement vers la finale, qu'il remporte le 10 mars,. 
Il représente alors la Suède au Concours Eurovision de la chanson 2018, à Lisbonne au Portugal. Il chante dans la seconde demi-finale et se qualifie pour la finale. Il se classe 7e avec 274 points.
En 2019, Benjamin Ingrosso interprète "Paradise" en featuring avec Ofenbach, titre qui connait un succès important en France se hissant jusqu'à la cinquième place des charts radios.

## Vie privée
Benjamin Ingrosso est le fils de la chanteuse suédoise Pernilla Wahlgren et de l'ex-danseur Emilio Ingrosso (en). 
Il est le frère cadet d'Oliver_Ingrosso (en) et de Bianca Wahlgren Ingrosso (en), tous deux chanteurs, et le demi-frère de Theo Wahlgren. 
Il est le petit-fils des acteurs Hans Wahlgren et Christina Schollin. 
Son cousin au premier degré, Sebastian Ingrosso ou plus simplement Ingrosso, est DJ et membre de Swedish House Mafia depuis 2005 et membre de Axwell Λ Ingrosso depuis 2014. 
Benjamin a des origines italiennes de par ses deux parents.

## Discographie

### Album
- 2018 − Identification
- 2021 – En gång i tiden
- 2021 – En gång i tiden (del 2)
- 2022 – Playlist
- 2024 – Pink Velvet Theatre

### Singles
- 2006 − Hey Sofia
- 2007 − Jag är en astronaut
- 2015 − Fall In Love
- 2015 − Crystal Clear
- 2015 − Home For Christmas
- 2016 − Love You Again
- 2017 − Good Lovin'
- 2017 − Do You Think About Me
- 2017 − One More Time
- 2018 − Dance You Off
- 2018 − Tror du att han bryr sig (avec Felix Sandman)
- 2018 − I Wouldn't Know
- 2018 − Paradise (avec Ofenbach)
- 2018 − Behave
- 2019 − All Night Long (All Night) (reprise de la chanson de Lionel Richie)
- 2019 − Happy Thoughts (avec Felix Sandman)
- 2019 − Costa Rica
- 2020 – The Dirt
- 2020 – Shampoo
- 2021 – Flickan på min gata
- 2021 – VHS
- 2021 – Allt det vackra
- 2021 – Smile
- 2021 – Not Anybody's Fault
- 2021 – Sarah
- 2021 – En dag när du blir stor
- 2021 − Man on the Moon (avec Alan Walker)
- 2022 − Bullet
- 2023 – Kite (version solo et feat. Olly Alexander)
- 2024 – Better Days
- 2024 – Honey Boy (avec Purple Disco Machine feat. Nile Rodgers & Shenseea)
- 2024 – Look Who's Laughing Now
- 2024 – All My Life
- 2024 – Back To You